# イトシア
イトシア株式会社（いとしあ）は、利根コカ・コーラボトリング株式会社のかつて存在した子会社。本社を茨城県猿島郡五霞町に置いていた。旧社名は利根ソフトドリンク株式会社。
ソフトドリンク製品の開発・製造・販売、コカ・コーラ製品の受託製造、オフィスコーヒーサービス、ミスタードーナツのフランチャイズ経営など多岐にわたる事業を行っていた。2012年1月1日をもって利根コカ・コーラボトリングに吸収合併された。

## 沿革
- 1973年11月 - 利根コカ・コーラボトリングの出資により利根ソフトドリンク株式会社を千葉県千葉市中央区にある同社千葉支店内に設立。東京コカ・コーラボトリングなどとともに、ドクターペッパーの製造販売のライセンスを取得。
- 1974年4月 - ドクターペッパーレギュラーサイズ瓶、および、250ml缶発売。製造、および、販売は利根コカ・コーラボトリングに委託。
- 1975年6月 - マックスコーヒーを発売。
- 1977年9月 - 本店を千葉県野田市に移転。
- 1990年10月 - 五霞工場完成。第一ライン（レトルト）及び第二ライン（炭酸）稼動開始。
- 1991年3月 - 本店を茨城県猿島郡五霞町に移転。
- 1997年4月 - アセプティック（無菌充填）PETボトルライン稼動開始。
- 2004年11月 - イトシア株式会社に社名変更。
- 2006年4月 - ミスタードーナツ事業、およびコーヒーショップ事業を営む株式会社フローラを吸収合併し、ミスタードーナツ事業部とする。
- 2012年1月 - 利根コカ・コーラボトリングに吸収合併され、営業を終了。

## 工場
- 五霞工場（TSD→TGO）
炭酸缶、レトルト缶、無菌充填PETの3製造ラインを有し爽健美茶等のPETボトル製品や、コカ・コーラの160ml小型缶入り飲料などを生産していた。

## 関連企業
- 利根コカ・コーラボトリング株式会社